# Pawło Olijnyk
Pawło Stanisławowycz Olijnyk (ukr. Павло Станіславович Олійник; ur. 21 lutego 1989) – ukraiński i od 2018 roku węgierski zapaśnik startujący w stylu wolnym, dwukrotny brązowy medalista mistrzostw świata, mistrz Europy.
Mistrz Europy w zapasach w 2013 roku w kategorii wagowej do 96 kg. W finale pokonał reprezentanta Polski Kamila Skaskiewicza. Brązowy medalista mistrzostw świata w Budapeszcie w 2013 o Las Vegas w 2015. Wicemistrz uniwersjady w 2013. Brązowy medalista igrzysk wojskowych w 2015. Czwarty w Pucharze Świata w 2010 i 2014. Trzeci na ME juniorów w 2009 roku.